# Livio Franceschini
Pour les articles homonymes, voir Franceschini.
Livio Franceschini, né le 14 avril 1913 à Trieste, en Littoral autrichien, où il est mort le 20 novembre 1975, est un ancien joueur italien de basket-ball.

## Palmarès
- Champion d'Italie 1932, 1934, 1935, 1940
- Finaliste du championnat d'Europe 1937
- Meilleur marqueur du championnat d'Europe 1935